# Gasterella
Gasterella is een monotypisch geslacht van schimmels behorend tot de familie Gasterellaceae. Volgens de Index Fungorum bestaat het geslacht uitsluitend uit de soort Gasterella luteophila.